# Crăciun în sălbăticie
Crăciun în sălbăticie (titlu original: Holiday in the Wild) este un film american de comedie romantică de Crăciun din 2019 regizat de Ernie Barbarash după un scenariu de Neal Dobrofsky și Tippi Dobrofsky. Rolurile principale au fost interpretate de actorii Rob Lowe și Kristin Davis. Filmul a fost lansat pe 1 noiembrie 2019, de Netflix.

## Distribuție
- Kristin Davis - Kate Conrad
- Rob Lowe - Derek Hollistan
- Fezile Mpela - Jonathan
- John Owen Lowe - Luke Conrad
- Colin Moss - Drew Conrad
- Hayley Owen - Leslie Van De Mere-Jones
- Faniswa Yisa - Aliyah
- Chanelys Garcia Nyapisi - Nia
- Kgahliso Solomon - Lulu
- Thandi Puren - Trish
- Renate Stuurman - Tabitha
- Keeno Lee Hector - Doorman